# Мартинш, Желсон
Же́лсон Дани Баталья Марти́нш (порт. Gelson Dany Batalha Martins; [ˈʒɛɫsɐn mɐɾˈtĩʃ]; родился 11 мая 1995 года в Прая, Кабо-Верде) — португальский футболист, вингер греческого клуба «Олимпиакос». Выступал за сборную Португалии. Участник чемпионата мира 2018 года.

## Клубная карьера

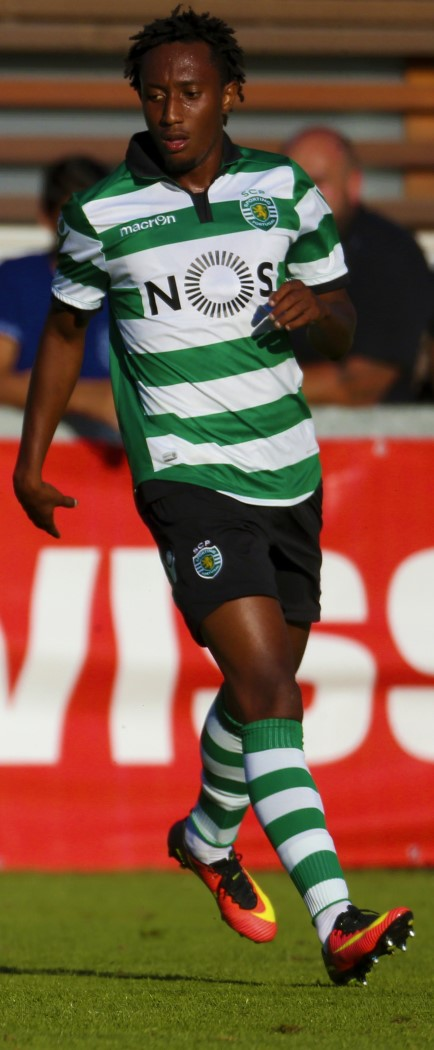
Мартинш в составе «Спортинга»

### «Спортинг» (Лиссабон)

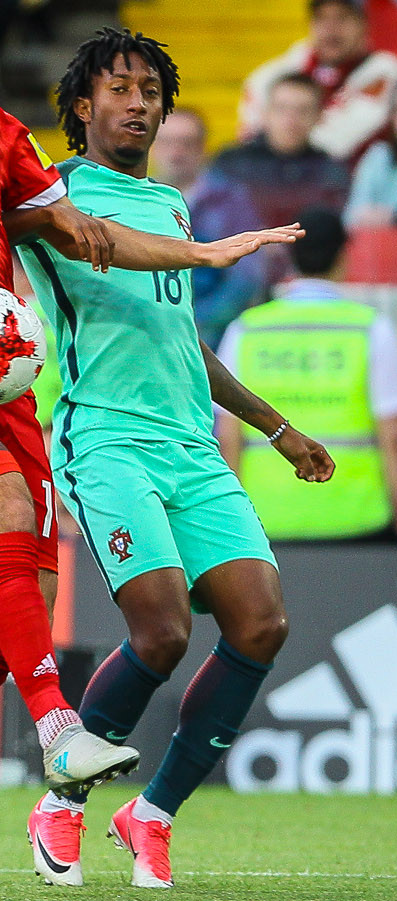
Мартинш в составе сборной Португалии

Желсон — воспитанник лиссабонского «Спортинга». 21 января 2015 года в матче Кубка Португалии против «Белененсеша» он дебютировал за «львов». 14 августа в поединке против «Тонделы» Желсон дебютировал в Сангриш лиге, заменив в конце второго тайма Жуан Мариу. 18 августа в матче квалификационного раунда Лиги чемпионов против московского ЦСКА он дебютировал за «Спортинг» на международной арене. В 2015 году он стал обладателем Кубка и Суперкубка Португалии. В 2017 году в матче Лиги чемпионов против греческого «Олимпиакоса» он забил гол. В конце сезона 2017/18 на игроков и персонал команды напали болельщики, после этого инцидента несколько футболистов, в том числе и Мартинш, расторгли контракты в одностороннем порядке.

### «Атлетико Мадрид»
Летом 2018 года Желсон подписал соглашение на шесть лет с испанским «Атлетико Мадрид». 20 августа в матче против «Валенсии» он дебютировал в Ла Лиге. Свой дебютный гол Мартинш забил спустя два месяца, в матче Кубка Испании, против «Сант-Андреу».

### «Монако»
27 января 2019 года «Монако» объявил об аренде игрока до конца сезона. За «Монако» Мартинш дебютировал 29 января, в матче Кубка лиги против «Генгама», отдав голевую передачу. Дебют в чемпионате Франции состоялся 3 февраля, в матче против «Тулузы», игра завершилась со счетом 2:1, а сам игрок отдал голевую передачу. Дебютный гол в чемпионате забил 10 февраля в ворота «Монпелье» (2:2). 16 февраля забил победный гол в ворота «Нанта» (1:0).
1 июля 2019 перешёл в «Монако», подписав контракт на 5 лет. Сумма трансфера составила 30 миллионов евро.

### «Олимпиакос»
В январе 2024 года перешёл в пирейский «Олимпиакос» за 3 миллиона евро, контракт действует до 2026 года.
Дебютировал 7 января 2024 в матче против афинского АЕК, выйдя на замену на 83-й минуте. 21 января впервые вышел в стартовом составе в матче против «Ариса», заменен на 64-й минуте. Свой первый гол за красно-белых забил 21 апреля в матче против ПАОК.

## Международная карьера
В 2014 году в составе юношеской сборной Португалии Желсон стал серебряным призёром чемпионата Европы для юношей не старше 19 лет в Венгрии. На турнире он сыграл в матчах против команд Израиля, Венгрии, Австрии, Сербии и Германии. В поединке против хозяев соревнований, венгров Желсон забил гол.
В 2015 году в составе молодёжной сборной Португалии Мартинш принял участие в молодёжном чемпионате мира в Новой Зеландии. На турнире он сыграл в матчах против команд Катара, Сенегала, Новой Зеландии и Бразилии. В поединках против сенегальцев и новозеландцев Желсон забил два гола.
7 октября 2016 года в Отборочном турнире на ЧМ-2018 против сборной Андорры Мартинш дебютировал за сборную Португалии.
В 2017 году Мартинш принял участие в Кубке конфедераций в России. На турнире он сыграл в матчах против команд России, Новой Зеландии, Чили и дважды Мексики.
В 2018 году Мартинш принял участие в чемпионате мира в России. На турнире он сыграл в матче против команды Марокко.

## Достижения
«Спортинг»
- Обладатель Кубка Португалии: 2014/15
- Обладатель Суперкубка Португалии: 2015

«Атлетико Мадрид»
- Обладатель Суперкубка УЕФА: 2018

Португалия (до 19)
- Серебряный призёр юношеского чемпионата Европы: 2014

Португалия
- Бронзовый призёр Кубка конфедераций: 2017

## Статистика выступлений

### Клубная статистика
| Выступление      | Выступление      | Выступление      | Лига | Лига | Кубки | Кубки | Еврокубки | Еврокубки | Итого | Итого |
| Клуб             | Лига             | Сезон            | Игры | Голы | Игры  | Голы  | Игры      | Голы      | Игры  | Голы  |
| ---------------- | ---------------- | ---------------- | ---- | ---- | ----- | ----- | --------- | --------- | ----- | ----- |
| Спортинг B       | Сегунда лига     | 2014/15          | 40   | 6    | —     | —     | —         | —         | 40    | 6     |
| Спортинг B       | Итого            | Итого            | 40   | 6    | 0     | 0     | 0         | 0         | 40    | 6     |
| Спортинг         | Лига Сагриш      | 2014/15          | 0    | 0    | 2     | 0     | 0         | 0         | 2     | 0     |
| Спортинг         | Лига Сагриш      | 2015/16          | 29   | 4    | 6     | 2     | 7         | 1         | 42    | 7     |
| Спортинг         | Лига Сагриш      | 2016/17          | 32   | 6    | 6     | 1     | 6         | 0         | 44    | 7     |
| Спортинг         | Лига Сагриш      | 2017/18          | 31   | 8    | 8     | 2     | 13        | 3         | 52    | 13    |
| Спортинг         | Итого            | Итого            | 92   | 18   | 22    | 5     | 26        | 4         | 140   | 27    |
| Атлетико Мадрид  | Примера          | 2018/19          | 8    | 0    | 2     | 1     | 2         | 0         | 12    | 1     |
| Атлетико Мадрид  | Итого            | Итого            | 8    | 0    | 2     | 1     | 2         | 0         | 12    | 1     |
| Монако           | Лига 1           | 2018/19          | 16   | 4    | 1     | 0     | 0         | 0         | 17    | 4     |
| Монако           | Лига 1           | 2019/20          | 21   | 4    | 2     | 0     | 0         | 0         | 23    | 4     |
| Монако           | Лига 1           | 2020/21          | 18   | 2    | 0     | 0     | 0         | 0         | 18    | 2     |
| Монако           | Итого            | Итого            | 55   | 10   | 3     | 0     | 0         | 0         | 58    | 10    |
| Всего за карьеру | Всего за карьеру | Всего за карьеру | 195  | 34   | 27    | 6     | 28        | 4         | 250   | 44    |

### Матчи за сборную
| №  | Дата             | Оппонент          | Счёт             | Голы | Пасы | Минуты | Соревнование                           |
| -- | ---------------- | ----------------- | ---------------- | ---- | ---- | ------ | -------------------------------------- |
| 1  | 7 октября 2016   | Андорра           | 6:0              | —    | —    | 18'    | Отборочные матчи ЧМ-2018 (группа В)    |
| 2  | 10 октября 2016  | Фарерские острова | 6:0              | —    | 2    | 22'    | Отборочные матчи ЧМ-2018 (группа В)    |
| 3  | 13 ноября 2016   | Латвия            | 4:1              | —    | —    | 18'    | Отборочные матчи ЧМ-2018 (группа В)    |
| 4  | 28 марта 2017    | Швеция            | 2:3              | —    | 2    | 79'    | Товарищеский матч                      |
| 5  | 3 июня 2017      | Кипр              | 4:0              | —    | —    | 45'    | Товарищеский матч                      |
| 6  | 9 июня 2017      | Латвия            | 3:0              | —    | —    | 57'    | Отборочные матчи ЧМ-2018 (группа В)    |
| 7  | 18 июня 2017     | Мексика           | 2:2              | —    | —    | 32'    | Кубок конфедераций 2017 (группа А)     |
| 8  | 21 июня 2017     | Россия            | 1:0              | —    | —    | 12'    | Кубок конфедераций 2017 (группа А)     |
| 9  | 24 июня 2017     | Новая Зеландия    | 4:0              | —    | —    | 6'     | Кубок конфедераций 2017 (группа А)     |
| 10 | 28 июня 2017     | Чили              | 0:0 (0:3 пен.)   | —    | —    | 4'     | Кубок конфедераций 2017 (1/2 финала)   |
| 11 | 2 июля 2017      | Мексика           | 2:1 ((доп. вр.)) | —    | —    | 120'   | Кубок конфедераций 2017 (за 3-е место) |
| 12 | 31 августа 2017  | Венгрия           | 1:0              | —    | —    | 63'    | Отборочные матчи ЧМ-2018 (группа В)    |
| 13 | 7 октября 2017   | Андорра           | 2:0              | —    | —    | 45'    | Отборочные матчи ЧМ-2018 (группа В)    |
| 14 | 10 ноября 2017   | Саудовская Аравия | 3:0              | —    | 1    | 34'    | Товарищеский матч                      |
| 15 | 14 ноября 2017   | США               | 1:1              | —    | —    | 48'    | Товарищеский матч                      |
| 16 | 23 марта 2018    | Египет            | 2:1              | —    | —    | 22'    | Товарищеский матч                      |
| 17 | 26 марта 2018    | Нидерланды        | 0:3              | —    | —    | 35'    | Товарищеский матч                      |
| 18 | 2 июня 2018      | Бельгия           | 0:0              | —    | —    | 63'    | Товарищеский матч                      |
| 19 | 20 июня 2018     | Марокко           | 1:0              | —    | —    | 31'    | Финальные матчи ЧМ-2018 (группа В)     |
| 20 | 6 сентября 2018  | Хорватия          | 1:1              | —    | —    | 45'    | Товарищеский матч                      |
| 21 | 10 сентября 2018 | Италия            | 1:0              | —    | —    | 13'    | Лиги наций 2018/19                     |

Итого: сыграно матчей: 21 / забито голов: 0; победы: 14, ничьи: 4, поражения: 3.